# Le Mesnil-Durdent
Le Mesnil-Durdent è un comune francese di 23 abitanti situato nel dipartimento della Senna Marittima nella regione della Normandia.

## Società

### Evoluzione demografica
Abitanti censiti